# 멱급수
수학에서 멱급수(冪級數, 영어: power series) 또는 거듭제곱 급수는 주어진 변수를 거듭제곱한 항들의 무한급수(무한차 다항식)이자 중심이 같은 일련의 멱함수들을 항으로 하는 무한 급수이다.

## 정의
체 {\displaystyle \mathbb {K} \in \{\mathbb {R} ,\mathbb {C} \}}가 실수체 또는 복소수체라고 하자.
주어진 {\displaystyle x_{0}\in \mathbb {K} }에 대하여, 중심 {\displaystyle x_{0}}의 멱급수(中心-冪級數, 영어: power series with respect to the center {\displaystyle x_{0}})는 다음과 같은 꼴의 급수로 정의된다.:38, §2.4
{\displaystyle \sum _{n=0}^{\infty }a_{n}(x-x_{0})^{n}=a_{0}+a_{1}(x-x_{0})+a_{2}(x-x_{0})^{2}+\cdots }
여기서
{\displaystyle a_{0},a_{1},a_{2},\dots \in \mathbb {K} }
이다. 특히, 중심이 0인 멱급수
{\displaystyle \sum _{n=0}^{\infty }a_{n}x^{n}=a_{0}+a_{1}x+a_{2}x^{2}+\cdots }
는 자주 사용된다. 이 멱급수가 수렴하게 만드는 {\displaystyle x\in \mathbb {K} }의 집합
{\displaystyle \left\{x\in \mathbb {K} \colon \exists \sum _{n=0}^{\infty }a_{n}(x-x_{0})^{n}\right\}}
을 이 멱급수의 수렴 영역(收斂領域, 영어: domain of convergence)이라고 한다.:153 실수 멱급수의 경우 수렴 구간(收斂區間, 영어: interval of convergence)이라고 하기도 하고, 복소수 멱급수의 경우 수렴 원판(收斂圓板, 영어: disc of convergence)이라고 하기도 한다.
{\displaystyle r=\sup \left\{|x-x_{0}|\colon x\in \mathbb {K} \land \exists \sum _{n=0}^{\infty }a_{n}(x-x_{0})^{n}\right\}\in [0,\infty ]}
를 이 멱급수의 수렴 반지름(收斂半-, 영어: radius of convergence)이라고 한다.

## 연산

### 사칙연산
중심이 같은 두 멱급수
{\displaystyle \sum _{n=0}^{\infty }a_{n}(x-x_{0})^{n}\qquad (x_{0},a_{0},a_{1},a_{2},\dots \in \mathbb {K} )}
{\displaystyle \sum _{n=0}^{\infty }b_{n}(x-x_{0})^{n}\qquad (b_{0},b_{1},b_{2},\dots \in \mathbb {K} )}
의 수렴 반지름이 {\displaystyle 0<r,r'\leq \infty }라고 하자. 그렇다면, 형식적 멱급수로서의 합, 차, 곱
{\displaystyle \sum _{n=0}^{\infty }(a_{n}+b_{n})(x-x_{0})^{n}}
{\displaystyle \sum _{n=0}^{\infty }(a_{n}-b_{n})(x-x_{0})^{n}}
{\displaystyle \sum _{n=0}^{\infty }\left(\sum _{k=0}^{n}a_{n-k}b_{k}\right)(x-x_{0})^{n}}
의 수렴 반지름은 모두
{\displaystyle \left[\min\{r,r'\},\infty \right]}
에 속하며, {\displaystyle r\neq r'}일 경우 합과 차의 수렴 반지름은 정확히 {\displaystyle \min\{r,r'\}}이다. 또한, 이들은 원래 두 멱급수의 수렴 영역의 교집합에서 각각 원래 두 멱급수의 합, 차, 곱으로 수렴한다.:60, §II.3, Theorem 3.1 만약 {\displaystyle b_{0}\neq 0}일 경우, 형식적 멱급수로서의 몫
{\displaystyle \sum _{n=0}^{\infty }c_{n}(x-x_{0})^{n}\qquad \left(c_{0}={\frac {a_{0}}{b_{0}}},\;c_{1}={\frac {a_{0}-b_{1}c_{0}}{b_{0}}},\;c_{2}={\frac {a_{0}-b_{1}c_{1}-b_{2}c_{0}}{b_{0}}},\;\dots \right)}
의 수렴 반지름은
{\displaystyle [r'',\infty ]}
에 속한다. 여기서
{\displaystyle r''=\inf \left(\{r,r'\}\cup \left\{|x-x_{0}|\colon |x-x_{0}|<r'\land \sum _{n=0}^{\infty }b_{n}(x-x_{0})^{n}=0\right\}\right)}
이다. 특히, {\displaystyle 0<r''\leq \infty }이므로 수렴 반지름은 0보다 크다. 또한 이는 원래 두 멱급수의 수렴 영역과 스스로의 수렴 영역의 교집합으로부터 원래 둘째 멱급수의 영점을 제외한 집합에서 원래 두 멱급수의 몫으로 수렴한다.

### 합성
두 멱급수
{\displaystyle \sum _{n=0}^{\infty }a_{n}(x-x_{0})^{n}\qquad (x_{0},a_{0},a_{1},a_{2},\dots \in \mathbb {K} )}
{\displaystyle \sum _{n=0}^{\infty }b_{n}(x-a_{0})^{n}\qquad (b_{0},b_{1},b_{2},\dots \in \mathbb {K} )}
의 수렴 반지름이 {\displaystyle 0<r,r'\leq \infty }라고 하자. 그렇다면, 형식적 멱급수로서의 합성
{\displaystyle \sum _{n=0}^{\infty }\left(\sum _{k=0}^{\infty }a_{k}\sum _{j_{1},j_{2},\dotsc ,j_{k}\geq 1}^{j_{1}+j_{2}+\cdots +j_{k}=n}b_{j_{1}}b_{j_{2}}\cdots b_{j_{k}}\right)(x-x_{0})^{n}}
의 수렴 반지름은
{\displaystyle [r'',\infty ]}
에 속한다. 여기서
{\displaystyle r''=\sup \left\{0<s<r\colon \forall x\in \operatorname {ball} _{\mathbb {K} }(x_{0},s)\colon \sum _{n=0}^{\infty }a_{n}(x-x_{0})^{n}\in \operatorname {ball} _{\mathbb {K} }(a_{0},r')\right\}}
이다. 또한 이는 자신의 수렴 영역에서 원래 두 멱급수의 합성으로 수렴한다.

### 미분
멱급수
{\displaystyle \sum _{n=0}^{\infty }a_{n}(x-x_{0})^{n}\qquad (x_{0},a_{0},a_{1},a_{2},\dots \in \mathbb {K} )}
의 수렴 반지름이 {\displaystyle 0<r\leq \infty }라고 하자. 그렇다면, 형식적 멱급수로서의 도함수
{\displaystyle \sum _{n=1}^{\infty }na_{n}(x-x_{0})^{n-1}}
의 수렴 반지름은 역시 {\displaystyle r}이다.:38, §2.4, Theorem 2, (iii) 또한, 이는 수렴 영역의 내부 {\displaystyle \operatorname {ball} _{\mathbb {K} }(x_{0},r)}에서 원래 멱급수의 도함수로 수렴한다. 만약 도함수 멱급수가 수렴 영역의 어떤 경계점 {\displaystyle \xi \in \partial \operatorname {ball} _{\mathbb {K} }(x_{0},r)}에서 수렴한다면, 원래 멱급수 역시 {\displaystyle \xi }에서 수렴한다. 그러나 이에 대한 역은 일반적으로 성립하지 않는다.:221, §11.2

### 중심의 변경
멱급수
{\displaystyle \sum _{n=0}^{\infty }a_{n}(x-x_{0})^{n}\qquad (x_{0},a_{0},a_{1},a_{2},\dots \in \mathbb {K} )}
의 수렴 반지름이 {\displaystyle 0<r\leq \infty }라고 하자. 그렇다면, 임의의 수렴 영역 내부의 점 {\displaystyle x_{1}\in \operatorname {ball} _{\mathbb {K} }(x_{0},r)}에 대하여, 중심 {\displaystyle x_{1}}의 멱급수
{\displaystyle \sum _{n=0}^{\infty }\left(\sum _{k=n}^{\infty }{\binom {k}{n}}a_{k}(x_{1}-x_{0})^{k-n}\right)(x-x_{1})^{n}}
의 수렴 반지름은
{\displaystyle [r-|x_{1}-x_{0}|,r+|x_{1}-x_{0}|]}
에 속하며, 새로운 멱급수는 원래 멱급수와 스스로의 수렴 영역의 교집합에서 원래 멱급수로 수렴한다.:69-70, §II.4

## 성질

### 수렴 반지름
멱급수
{\displaystyle \sum _{n=0}^{\infty }a_{n}(x-x_{0})^{n}\qquad (x_{0},a_{0},a_{1},a_{2},\dots \in \mathbb {K} )}
의 수렴 반지름을 {\displaystyle r}라고 하자. 그렇다면, 이 멱급수는 열린 공
{\displaystyle \operatorname {ball} _{\mathbb {K} }(x_{0},r)=\{x\in \mathbb {K} \colon |x-x_{0}|<r\}}
에서 절대 수렴하고 콤팩트 수렴하며,
{\displaystyle \{x\in \mathbb {K} \colon |x-x_{0}|>r\}}
의 모든 점에서 발산한다.:38, §2.4, Theorem 2, (i)(ii) 특히, 만약 {\displaystyle r=0}일 경우 수렴 영역은 {\displaystyle \{x_{0}\}}이고, 만약 {\displaystyle r=\infty }일 경우 수렴 영역은 {\displaystyle \mathbb {K} } 전체이다. 만약 {\displaystyle 0<r<\infty }일 경우, 수렴 영역의 경계
{\displaystyle \partial \operatorname {ball} _{\mathbb {K} }(x_{0},r)=\{x\in \mathbb {K} \colon |x-x_{0}|=r\}}
의 점에서 멱급수는 수렴할 수도, 발산할 수도 있다. 또한, 만약 멱급수가 수렴 영역의 경계점 {\displaystyle \xi \in \partial \operatorname {ball} _{\mathbb {K} }(x_{0},r)}에서 수렴한다면, 멱급수는 선분
{\displaystyle \{(1-t)x_{0}+t\xi \colon t\in [0,1]\}}
에서 균등 수렴한다. 특히, 실수 멱급수는 전체 수렴 영역에서 콤팩트 수렴한다.
코시-아다마르 정리에 따르면, 수렴 반지름 {\displaystyle r}는 구체적으로 다음과 같다.:38-39, §2.4
{\displaystyle {\frac {1}{r}}=\limsup _{n\to \infty }{\sqrt[{n}]{|a_{n}|}}}

### 아벨 극한 정리
멱급수
{\displaystyle \sum _{n=0}^{\infty }a_{n}(x-x_{0})^{n}\qquad (x_{0},a_{0},a_{1},a_{2},\dots \in \mathbb {K} )}
의 수렴 반지름이 {\displaystyle 0<r<\infty }이고, 이 멱급수가 수렴 영역의 경계점 {\displaystyle \xi \in \partial \operatorname {ball} _{\mathbb {K} }(x_{0},r)}에서 수렴한다고 하자. 아벨 극한 정리에 따르면, 임의의 {\displaystyle 0<K<\infty }에 대하여,
{\displaystyle \lim _{{x\to \xi } \atop {{|x-x_{0}|<r} \atop {|\xi -x|\leq K(|\xi -x_{0}|-|x-x_{0}|)}}}\sum _{n=0}^{\infty }a_{n}(x-x_{0})^{n}=\sum _{n=0}^{\infty }a_{n}(\xi -x_{0})^{n}}
이다.:
:41, §2.5, Theorem 3 특히,
{\displaystyle \lim _{t\to 1^{-}}\sum _{n=0}^{\infty }a_{n}(t(\xi -x_{0}))^{n}=\sum _{n=0}^{\infty }a_{n}(\xi -x_{0})^{n}}
이 성립한다. 이에 따라, 실수 멱급수는 (수렴하는 경계점을 포함한) 수렴 영역 전체에서 연속 함수이며, 복소수 멱급수는 수렴하는 경계점 수렴 영역 내부의 다른 두 점을 꼭짓점으로 하는 임의의 닫힌 삼각형에서 연속 함수이다.

### 해석 함수와의 관계
열린집합의 모든 열린원판에서 중심이 열린원판의 중심인 수렴하는 멱급수로 전개되는 함수를 해석 함수라고 한다. 특히, 모든 멱급수는 수렴 영역의 내부에서 해석 함수이다. 만약 {\displaystyle \mathbb {K} =\mathbb {C} }일 경우, 해석 함수와 미분 가능 함수의 개념은 일치하며, 이를 다른 말로 정칙 함수라고도 한다. 그러나 만약 {\displaystyle \mathbb {K} =\mathbb {R} }일 경우, 모든 계의 도함수를 갖는 함수는 해석 함수보다 약한 개념이다.
연결 열린집합 {\displaystyle D\subseteq \mathbb {K} }에 정의된 해석 함수 {\displaystyle f\colon D\to \mathbb {K} }의 열린원판 {\displaystyle \operatorname {ball} _{\mathbb {K} }(x_{0},r)\subseteq D}에서의 멱급수 전개는 테일러 급수
{\displaystyle f(x)=\sum _{n=0}{\frac {f^{(n)}(x_{0})}{n!}}(x-x_{0})^{n}\qquad (x\in \operatorname {ball} _{\mathbb {K} }(x_{0},r))}
로 유일하다. 만약 이 테일러 급수의 실제 수렴 반지름 {\displaystyle r'}이
{\displaystyle \inf _{x\in \partial D}|x-x_{0}|<r'\leq \infty }
를 만족시키고, {\displaystyle D\cap \operatorname {ball} _{\mathbb {K} }(x_{0},r'')}이 연결 열린집합이 되는
{\displaystyle \inf _{x\in \partial D}|x-x_{0}|<r''<r'}
이 존재한다면, {\displaystyle f}는 {\displaystyle x_{0}}에서의 멱급수 전개를 통해 {\displaystyle D}를 포함하는 더 큰 연결 열린집합 {\displaystyle D\cup \operatorname {ball} _{\mathbb {K} }(x_{0},r'')} 위의 해석 함수로 확장될 수 있다. 즉, {\displaystyle D\cup \operatorname {ball} _{\mathbb {K} }(x_{0},r'')} 위에서 {\displaystyle f}의 해석적 연속이 존재한다. 주어진 해석 함수가 주어진 더 큰 정의역 위에서 해석적 연속을 갖는다면 이는 유일하다. 그러나 만약 {\displaystyle \mathbb {K} =\mathbb {C} }일 경우, 위와 같은 확장 과정을 어떤 닫힌 곡선을 따라 반복하면 일반적으로 다가 함수를 얻는다. (이 과정을 닫힌 곡선을 따라 반복하려면, {\displaystyle D\cup \operatorname {ball} _{\mathbb {K} }(x_{0},r'')}에 정의된 함수를 확장하는 것이 아니라, {\displaystyle \operatorname {ball} _{\mathbb {K} }(x_{0},r'')}에 정의된 함수를 확장하여야 하며, 다음 단계들도 마찬가지다.) 일가 함수를 얻을 한 가지 충분 조건은 모노드로미 정리에서 제시된다.

### 특이점
복소수 멱급수
{\displaystyle \sum _{n=0}^{\infty }a_{n}(z-z_{0})^{n}\qquad (z_{0},a_{0},a_{1},a_{2},\dots \in \mathbb {C} )}
의 수렴 반지름이 {\displaystyle 0<r<\infty }이라고 하자. 그렇다면, 이 멱급수는 특이 경계점을 갖는다. 즉, {\displaystyle \operatorname {ball} _{\mathbb {C} }(z_{0},r)\cup \{\zeta \}}의 근방 위에서 이 멱급수의 해석적 연속이 존재하지 않는 {\displaystyle \zeta \in \partial \operatorname {ball} _{\mathbb {C} }(z_{0},r)}가 존재한다.:320, Theorem 16.2

## 응용

### 상미분 방정식의 풀이
위의 식을 이용해 다음의 미분 방정식을 풀 수 있다.
{\displaystyle y''+p\left(x\right)y'+q\left(x\right)y=r\left(x\right)}
를 만족시키는 y를 거듭제곱 급수 형태로 가정하고 풀어낸다. 단, {\displaystyle p\left(x\right),q\left(x\right),r\left(x\right)}가 {\displaystyle x=x_{o}}에서 해석적(analytic)이어야 한다.

## 참고 문헌
1. 1 2 3 4 5  Ahlfors, Lars Valerian (1979). 《Complex analysis. An introduction to the theory of analytic functions of one complex variable》. International Series in Pure and Applied Mathematics (영어) 3판. 뉴욕: McGraw-Hill Book Company. ISBN 978-1-259-06482-1. MR 0510197. Zbl 0395.30001. IA complexanalysisi0000ahlf_v7n1.
2. ↑  Knopp, Konrad (1954). 《Theory and Application of Infinite Series》 (영어). 번역 Young, R. C. H. 2판. Glasgow: Blackie & Son.
3. 1 2  Lang, Serge (1999). 《Complex Analysis》. Graduate Texts in Mathematics (영어) 103 4판. New York, NY: Springer. doi:10.1007/978-1-4757-3083-8. ISBN 978-1-4419-3135-1. ISSN 0072-5285.
4. ↑  伍胜健 (2010년 2월). 《数学分析. 第二册》 (중국어). 北京: 北京大学出版社. ISBN 978-7-301-15876-0.
5. ↑  Rudin, Walter (1987). 《Real and Complex Analysis》 (영어) 3판. McGraw-Hill. ISBN 978-0-07-054234-1. MR 0924157. Zbl 0925.00005. 2014년 10월 6일에 원본 문서에서 보존된 문서. 2014년 10월 6일에 확인함.

- Kreyszig, Erwin (1999). 《Advanced Engineering Mathematics》 8판. John Wiley & Sons, INC. ISBN 0-471-15496-2.